# Littérature du IVe siècle av. J.-C.
Littérature du Ve siècle av. J.-C. - Littérature du IVe siècle av. J.-C. - Littérature du IIIe siècle av. J.-C.
Chronologie de la littérature

## Événements
- Vers 400-300 av. J.-C. : généralisation de l'alphabet étrusque classique[1].
- Vers 400 av. J.-C. : en Chine, Mozi (Mo Tseu, v. 480-390 av. J.-C.) fonde le moïsme[2].

- 399 av. J.-C. : procès de Socrate à Athènes[3].
- 388 av. J.-C. : le philosophe Platon qui vivait depuis deux ans à la cour du tyran Denys de Syracuse est embarqué de force sur un navire spartiate et vendu comme esclave à Égine, alors en guerre contre Athènes. Il est reconnu par un Cyrénéen, Annicéris, rencontré à Syracuse, qui le rachète pour 20 mines avant de le rendre à la philosophie[4]. C'est probablement à la suite de cette mésaventure que Platon recommande de ne pas asservir d'autres grecs et de bien traiter les esclaves.
- Vers 387 av. J.-C. : Platon fonde son Académie  à Athènes[5].
- 366–347 av. J.-C. : Aristote, âgé de 18 ans, s'établit à Athènes auprès de Platon, dont il devient le disciple[6].
- Vers 361–359 av. J.-C. : sur les instances de Dion, de Denys le Jeune et d’Archytas, Platon entreprend un troisième voyage à Syracuse pour tenter de réconcilier Dion et Denys. Ses efforts échouent. L’impopularité de Denys parmi les Syracusains, rapportée par le neveu de Platon Speusippe, encourage Dion à intervenir (357 av. J.-C.)[7].
- 348 av. J.-C. : Speusippe dirige l’Académie à la mort de Platon. Aristote part pour Atarnée avec son condisciple Xénocrate[8], puis en 345 av. J.-C. se rend à Mytilène, sans doute invité par son condisciple Théophraste[9].
- 343-340 av. J.-C. : Aristote devient le précepteur d'Alexandre le Grand[10].
- 319-301 av. J.-C. : règne en Chine du roi Xuan de Qi. Sous son règne, l’Académie Jixia atteint son apogée. Elle accueille un millier de lettrés à Linzi[11]. Jeux et distractions tiennent une grande place dans la vie des citadins et la ville est célèbre pour abriter une académie où s’affrontent moralistes et théoriciens de la politique. Des palabres diplomatiques et des jeux de cours (devinettes, paradoxes, raisonnement aux conclusions absurdes) apparaît une sophistique chinoise aux IVe et IIIe siècles av. J.-C..
- 323 av. J.-C. : Aristote fonde le Lycée (école péripatéticienne) à Athènes[12].
- 323 av. J.-C. :
  - Aristote, accusé d’impiété après la mort d’Alexandre, doit quitter Athènes et, après avoir confié le Lycée à Théophraste, se retire à Chalcis où il meurt en 322[13].
  - Épicure se rend à Athènes, pour faire son service militaire. Il y suit peut-être les leçons de Xénocrate, alors à la tête de l’Académie, puis après 322 probablement celles de Praxiphane à Rhodes et celles de l’atomiste Nausiphanès à Téos, près de Colophon[14].
- Vers 320 av. J.-C. : fondation du scepticisme par Pyrrhon d'Élis[15].
- 312 av. J.-C. : arrivée à Athènes de Zénon de Cition, fils d’un riche commerçant d’origine phénicienne de Chypre. Élève de Cratès de Thèbes, de Stilpon et de Xénocrate, il crée ensuite l’école du Portique (stoïcisme)[16].
- 311-310 av. J.-C. : Épicure fonde une école de philosophie à Mytilène, sur l’île de Lesbos (311) puis à Lampsaque (310)[17].

- 306 av. J.-C. : Épicure fonde l’école du jardin à Athènes[18]. Il y professe une doctrine qui comporte une théorie de la connaissance sensualiste (canonique), une cosmologie atomiste, matérialiste et mécaniste (physique) et une morale hédoniste.
- 301 av. J.-C. : le philosophe stoïcien Zénon de Cition fonde l’école du Portique (Stoa) à Athènes[18].

- Mencius (pinyin Mengzi, EFEO Meng-tzu, 380-289 av. J.-C.) répand en Chine la doctrine renouvelée de Confucius[19]. Ses écrits sont réunis dans un volume portant son nom inclus dans les Quatre Livres du confucianisme.

- Développement de la rhétorique et de la sophistique en Grèce.
- En Chine, la pensée des légistes place l'homme au centre de l'univers[20].

## Théâtre
- 392 av. J.-C. : L'Assemblée des femmes, comédie d’Aristophane, est vraisemblablement représentée aux Lénéennes[21].
- 388 av. J.-C. : Ploutos, dernière comédie d’Aristophane, est présentée aux Lénéennes ou aux Grandes Dionysies[22].
- 387-386 av. J.-C. : à Athènes, Aristophane donne Kokalos (387) et La Cuisine d'Éole (Αἰωλοσίκων / Aiôlosikôn, v. 386), comédie, deux pièces aujourd'hui perdues[23].
- 338-326  av. J.-C. : réaménagement du Théâtre de Dionysos à Athènes à l'époque de Lycurgue[24].
- Vers 324-323 av. J.-C. : construction d’un théâtre grec à Babylone[25].
- 321 av. J.-C. : La Colère, première comédie de Ménandre, est présentée à Athènes.
- 316 av. J.-C. : représentation du Dyscolos, comédie de Ménandre aux Lénéennes à Athènes[26].

## Œuvres majeures
- Vers 400-450 av. J.-C. : rédaction dans la première moitié du siècle du Cantique des Cantiques, compilation anonyme de textes profanes attribués à Salomon, qui est ajouté à la Bible[27].
- 399 av. J.-C. : Sur les Mystères, discours de l’orateur Andocide prononcé à l'occasion de son procès pour impiété à Athènes[28].
- Entre 399 et 388/87 av. J.-C. : date possible du Lachès, dialogue de Platon[29].

- Vers 390 av. J.-C. : Isocrate d'Athènes rédige un texte Contre les sophistes[30].
- Vers 385 av. J.-C. : rédaction du Banquet de Platon, une des plus belles et des plus riches œuvres de la philosophie dont l’influence s’exerce durablement sur la pensée occidentale. Il met en scène plusieurs personnages (Phèdre, Pausanias, Éryximaque, Aristophane et Socrate) qui, réunis dans la maison du poète tragique Agathon prononcent chacun un éloge de l’amour[31].
- Vers 385-370 av. J.-C. : Platon écrit La République, son dialogue le plus long et le plus célèbre[32].
  - Platon définit la notion de catharsis pour exprimer le soulagement ressenti par l'âme lors de la satisfaction d'un besoin moral.
- 380 av. J.-C. : Isocrate d'Athènes rédige son Panégyrique[30].
- 372 av. J.-C. : Plataïque, discours d’Isocrate[33].
- Après 370 av. J.-C. : l’historien Xénophon rédige la majeure partie de son œuvre, dont Les Helléniques, qui relatent l’histoire grecque de 411 à 362 av. J.-C.[34].
- 356-354 av. J.-C. : « Sur la paix », d’Isocrate (vers 356-354) et « Sur les revenus », de Xénophon (vers 355), ouvrages s’opposant à l’impérialisme athénien[30].
- 354-350 av. J.-C. : Sur les Symmories (354), Pour les Mégalopolitains (353) et Pour la liberté des Rhodiens (351-350), discours de Démosthène[30].
- Vers 352-340 av. J.-C. : Éphore de Cumes publie une Histoire universelle des grecs et autres peuples depuis le retour des Héraclides jusqu’en 340 av. J.-C.[35].
- 349 av. J.-C. :  Les Olynthiennes, harangues de Démosthène contre les Macédoniens assiégeant Olynthe[36].
- 346 av. J.-C.: Sur la Paix, discours de Démosthène, qui parvient difficilement à persuader les Athéniens irrités contre Philippe de ne pas provoquer la guerre[37].

- Hiver 346-345 av. J.-C. : Contre Timarque, discours d'Eschine[37].
- 341 av. J.-C.: Sur les affaires de Chersonèse et troisièmes et quatrièmes Philippiques, discours de Démosthène qui dénoncent les ambitions de Philippe de Macédoine[38].
- Vers 340 av. J.-C. : Contre Néaira, d’Apollodore, fils du banquier Pasion[39].
- Vers 335-323 av. J.-C. : Aristote publie la Poétique, un ouvrage théorique sur l'art poétique[40].
- Vers 325 av. J.-C. : Démétrios de Phalère publie le premier recueil connu des Fables d'Ésope[41].
- Vers 321-300 av. J.-C. : on attribue au premier ministre de Chandragupta Maurya Kautilya la compilation et la rédaction des Arthashâstra, traité contenant des réflexions politiques. Il fournit des informations utiles sur l’État et l’administration[42] (il est daté aujourd’hui des premiers siècles apr. J.-C.).